# Université de Trà Vinh
 (janvier 2015).
L’université de Trà Vinh (Trà Vinh University - TVU) est une université publique créée par décision du Premier Ministre de la République Socialiste du Viêt Nam le 19 juin 2006 et située au 126, National Way #53, à Trà Vinh, dans la province de Trà Vinh, au Viêt Nam.

## Historique
L’Université de Trà Vinh (TVU) a d'abord été connue sous le nom de Faculté Communautaire de Trà Vinh. Elle a été fondée en 2001 sous la supervision conjointe du Viêt Nam et du Programme Inter-Universités Canadien. Ce programme a reçu l’appui financier et technologique de l’Agence de Développement International du Canada (Canadian International Development Agency) de l’Association Canadienne Inter-Universités (ACCC), et de diverses institutions canadiennes telles l’Institut de Technologies et de Sciences Appliquées de Saskatchewan (SIAT), le Marine Institute (MI), l’Institut de Technologies de l’Agriculture (ITA) et de l’Université de Malaspina, ainsi que du gouvernement vietnamien. 
Le 19 juin 2006, la Faculté Communautaire de Trà Vinh est devenue l’Université de Tra Vinh, devenant de ce fait une université publique.
En moins de dix ans, l’Université de Trà Vinh a évolué du statut de faculté dispensant un enseignement professionnalisant à celui d’Université multidisciplinaire, organisée en plusieurs campus disposant chacun de leurs unités de recherche et d’enseignement propre, comprenant la Médecine, les Cultural Studies, l’Économie, les Sciences Sociales, la Technologie et l’Ingénierie, l’Agriculture et les techniques de l’Éducation. Chacune des facultés dispense un enseignement reconnu allant des premières années de Licence au Doctorat. 
En 2015, l’Université de Trà Vinh comporte plus de quarante unités de recherches différentes, dont douze unités d’Agriculture et d’Aquaculture, des unités de chimie appliquée, de physique, d’économie et de droit, d’éducation, de technologies de l’ingénieur, de langues étrangères, de médecine, de langue khmère, de lettres classiques, de lettres modernes et d’histoire de l’art, de gestion, d’études vietnamiennes et de documentation. Elle dispense aussi un enseignement pré-universitaire (classe préparatoire).

## Situation géographique
L’Université de Tra Vinh est répartie sur quatre campus dans la ville de Tra Vinh. Le campus numéro 1 est situé au 126, Nguyen Thien Thanh, à Tra Vinh, dans la province de Tra Vinh, au Viêt Nam. La province compte plus de 65 kilomètres de côtes sur la mer de l’Est. Sa population est de plus d'un million d’habitants, dont environ 30 % sont d’origine khmère. L’université est répartie sur quatre campus. Le campus numéro 1, où est installée la direction de l’université, comporte environ 60 hectares de terrains et d’infrastructures.

## Programmes
L’Université de Tra Vinh produit sept diplômes, en fonction des spécialités : le master et le doctorat de Littérature, le master de Management d’entreprises, le master de méthodologie de l’enseignement de la littérature, le master de droit, le master de chimie, le master d’économie et  le master de développement rural. L’Université de Tra Vinh a concomitamment créé 59 programmes de licence, 20 programmes de formation diplômante et 30 formations professionnalisantes offrant selon une pratique quotidienne, en alternance, à mi-temps ou à distance. Dans le même temps, l’université a créé et conduit des programmes répondant à la demande de formation des entreprises et des institutions locales et en alternance avec celles-ci.